# Dolichiscus studeri
Dolichiscus studeri är en kräftdjursart som först beskrevs av Frank Evers Beddard 1886.  Dolichiscus studeri ingår i släktet Dolichiscus och familjen Austrarcturellidae. Inga underarter finns listade i Catalogue of Life.